# You've Really Got a Hold on Me
«You've Really Got a Hold on Me» es una canción lanzada en 1962 en un exitoso sencillo de The Miracles, del álbum The Fabulous Miracles. Es de las canciones más famosas del grupo, teniendo millones de ventas e incluida en 1998 en la lista de las galardonadas con el Premio del Salón de la Fama de los Grammy. 

## La versión de The Miracles
Escrita por Smokey Robinson, la canción explora los sentimientos de un hombre tan enamorado de una mujer que no puede dejarla a pesar de que le trate mal. La canción fue un gran éxito para The Miracles, alcanzando el n.º 8 en el Billboard Hot 100 y el n.º 1 en la lista de R&B durante el invierno de 1962-63. La versión original de The Miracles fue inducida en 1998 al Salón de la Fama de los Grammy. También fue el segundo sencillo del grupo en vender más de un millón de copias, después de «Shop Around».

### Personal
- Smokey Robinson - voz principal
- Claudette Rogers Robinson - acompañamiento vocal
- Pete Moore - acompañamiento vocal
- Ronnie White - acompañamiento vocal
- Bobby Rogers - voz principal conjunta y acompañamiento vocal
- Marv Tarplin - guitarra
- Otros instrumentos por The Funk Brothers

## La versión de The Beatles
«You Really Got a Hold on Me» (sic) fue la primera canción grabada por The Beatles para su segundo álbum británico, With the Beatles, y tiene a John Lennon como cantante principal junto a George Harrison, mientras Paul McCartney realiza un acompañamiento vocal. The Beatles adquirieron una copia importada de The Miracles y lo incluyeron en su repertorio a principios de 1963. 
The Beatles grabaron la canción el 18 de julio de 1963. Esta sesión tuvo lugar mientras Please Please Me estaba todavía en el n.º 1 de las listas, cuatro meses después de su lanzamiento, y en medio de un riguroso programa de la gira que debía incluir también sesiones para la radio y la televisión de la BBC. Fue terminada en siete tomas, de las cuales cuatro estarían completas. El grupo grabaría después cuatro piezas editadas. La versión final fue una edición de las tomas 7, 10 y 11.
The Beatles también grabaron «You Really Got a Hold on Me» en cuatro ocasiones para la radio de la BBC en 1963. Uno de ellas, del 30 de julio de 1963, fue incluida en la colección de Live at the BBC. Una versión en directo grabada en Estocolmo, Suecia, en octubre de 1963 apareció en 1995 en Anthology 1. 
La canción fue interpretada una vez más y de una manera más improvisada, en 1969, durante las sesiones de grabación del álbum Let It Be, y que aparece en la película documental de mismo nombre de 1970, Let It Be. 

### Personal

#### The Beatles
- John Lennon - voz principal y guitarra rítmica (Gibson J-160e).
- George Harrison - voz principal y guitarra solista (Gretsch Country Gentleman).
- Paul McCartney - bajo (Höfner 500/1 61´) y acompañamiento vocal.
- Ringo Starr - batería (Ludwig Downbeat).

#### Otros músicos
- George Martin - piano (Baldwin Satin Ebody Grand).

#### Equipo de producción
- George Martin - producción.
- Norman Smith - ingeniería de sonido.

## Otras versiones
La canción ha sido también grabada por The Supremes, The Temptations, Michael Jackson, Percy Sledge y otros muchos artistas alejados de la Motown como Small Faces, Cyndi Lauper, Bobby McFerrin o Rod Stewart y el grupo chileno Los Prisioneros que hizo cover de la versión de The Beatles. Aparece también en el primer LP del grupo británico The Zombies Begin Here (1965), donde se combina magistralmente con «Bring It on Home to Me» de Sam Cooke.
El famoso dúo indie folk estadounidense She & Him también la grabó en 2008. En el 2014, se lanzó el álbum Smokey and friends que incluye este clásico grabado a dúo con el legendario cantante de Hard Rock, Steven Tyler, de Aerosmith. Una versión, también disponible en internet, es la de la artista española, Russian Red. La drag queen Jinkx Monsoon también incluyó una versión en su álbum 'The Ginger Snapped', lanzado en 2018, que termina con la voz de RuPaul declarándola ganadora de la quinta temporada de RuPaul's Drag Race.